# Az emberi szervezet vízmérlege
A vízmérleg egyensúly alatt a szervezet homeosztázisának fenntartásához szükséges vízbevitel és vízvesztés dinamikus egyensúlyát értjük.
A szervezet alkalmazkodva az őt körülvevő környezethez, folyamatosan veszít a folyadéktereit kitöltő oldószeréből, a vízből. A testfolyadék megfelelő mennyiségének a biztosítása és a benne oldott anyagok koncentrációjának állandó szinten tartása érdekében az elvesztett vizet pótolni szükséges. Mivel a folyadékterek összes víztartalma csak szűk határok között változhat, ezért a szervezet a vízmérleg egyensúlyt idegi és hormonális mechanizmusokkal szigorúan szabályozza.

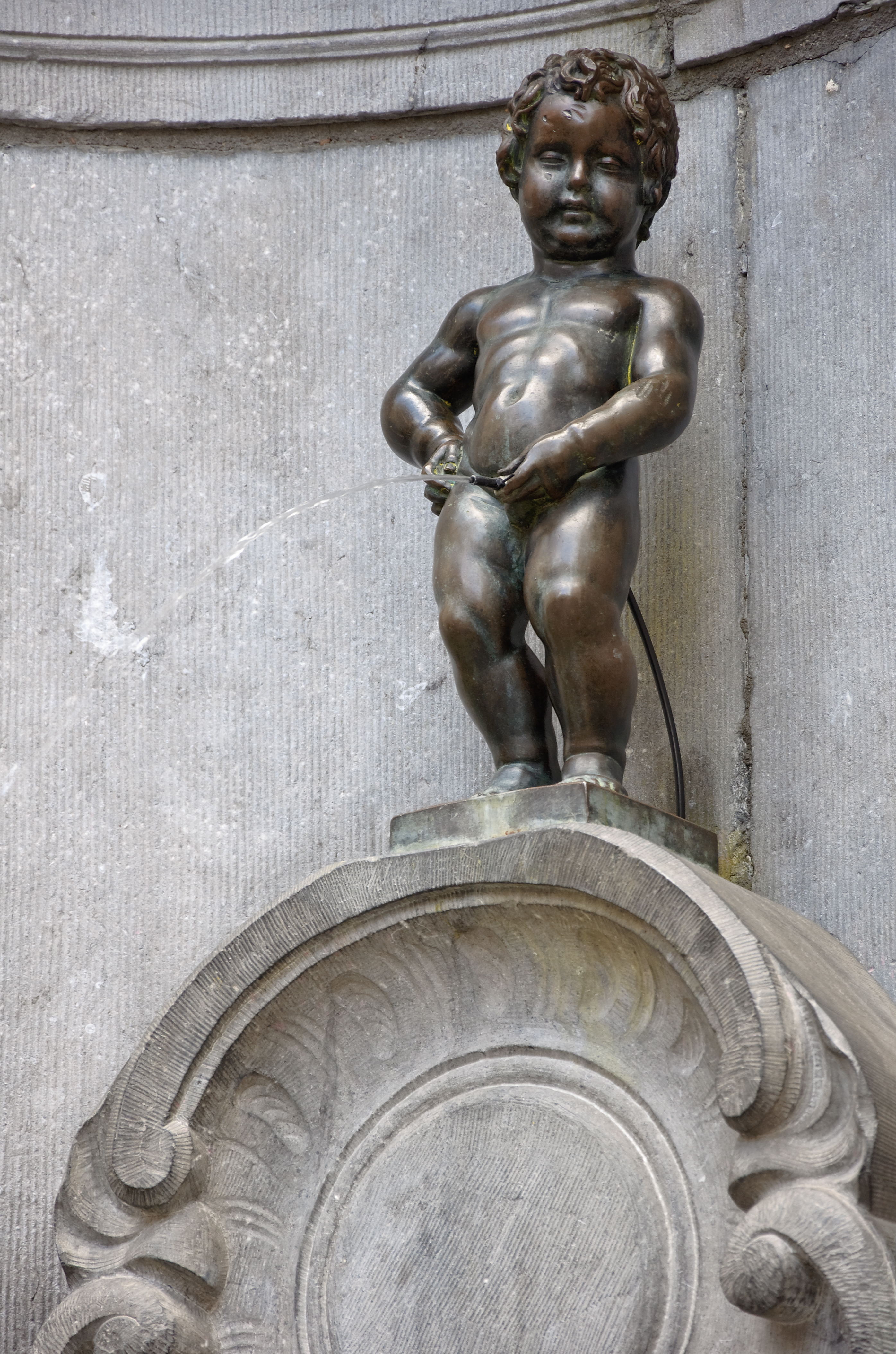
A szervezet vízmérlegének fenntartása

## A szervezet víztartalma
Az emberi szervezet víztartalma az egyedfejlődés, majd az öregedés során folyamatosan csökken. A 3 hónapos embrió víztartalma még 94%, de születéskor ez az érték már csak 72%, amely a felnőtté válás, majd öregedés során tovább csökken és végül eléri az 50%-ot. A folyamat az állatvilágban is megfigyelhető és természetes változásnak tekinthető.
Ezekre az értékekre alapozva nagy biztonsággal kimondható, hogy a felnőtt ember teljes víztartalma, amelyre a „normál” fiziológiás értékeket megadják és amelyre farmakológiai számításokat alapoznak, az ~60%. Ezt az értéket pontosan megadni nem lehet, mert a szervezet víztartalma (például egy pohár víz elfogyasztása után, vagy szomjazás következtében) állandóan változik. Ez azt is jelenti, hogy a szervezet víztartalma bizonyos határok között ingadozva dinamikus egyensúlyt tart fenn, amelynek átlagértéke ~60%.

## A szervezet vízmérlege
A vízmérlegegyensúly és szabályozásának megértéséhez először azt kell megvizsgálni, hogy milyen vízbeviteli és vízvesztési folyamatok tartják fenn ezt az egyensúlyt.
A szervezet három forrásból jut hozzá az élet fenntartásához szükséges vízmennyiséghez: 
- Vízivással történő folyadékbevitelből, amely általában a szomjúságérzés késztetésére történik
- Szilárd táplálék elfogyasztásából, mert a legszárazabb táplálék is tartalmaz valamennyi vizet
- A szervezetbe jutott hidrogéntartalmú tápanyagok elégetése (oxidációja) során az azokból keletkezett vízből, az úgynevezett oxidációs vízből

A szervezet vízleadásának útjai a következők:
- A vesén keresztüli vizeletként távozó víz
- A széklettel távozó víz
- A tüdőn át a kilégzéssel távozó (exhalált) víz
- Bőrön keresztül a folyamatos nyugalmi alappárolgással elvesztett víz
- A stressz vagy intenzív munka generálta verejtékezés

## Vízvesztési minimum
A pihenő szervezet alapállapotában elvesztett vízmennyiséget nevezzük vízvesztési minimumnak, ami a következő összetevőkből áll:
- A szervezet folyamatosan termel nitrogéntartalmú bomlástermékeket, amelyek a felvett táplálék metabolizmusából, az elpusztuló saját vagy idegen sejtek (baktériumok) lebontásából, vagy a szervezet számára testidegen xenobiotikumok lebontásából keletkeznek. Ezek a nemkívánatos anyagok a sejtek számára használhatatlanok, felhalmozódva mérgezőek is lehetnek. Ezeknek az egyébként vízoldékony molekuláknak az eltávolítása a vesén át a vizelettel történik. A minimális vízmennyiség, amellyel ez a kiválasztás megtörténhet ~500 ml/nap.

- A tüdőben, a légutakon és a bőrön keresztül további ~700 ml víz párolog el naponta úgy, hogy szinte nem is érzékeljük.

- A székletürítéssel járó vízveszteség, aminek napi átlaga ~300 ml.

A verejtékezéssel együtt járó, a hőszabályozást szolgáló vízvesztést nem szokták a szervezet nyugalmi állapotú vízvesztési minimumához hozzászámolni, mert az fizikai megterheléskor jelentkező vízvesztés.
A fentiekből következik, hogy a szervezet pihenő, alapállapotú vízvesztési minimuma ~1500 ml/nap (azaz 1,5 liter naponta) amelyet minden körülmények között pótolni kell. A felsorolt értékek nyugalmi állapotra vonatkoznak (szobahőmérséklet, zárt ruházat, kiegyensúlyozott táplálkozás). Amennyiben a környezeti körülmények változnak, a fenti értékek is azonnal megváltoznak. Például, száraz levegőjű, erősen szeles időben, laza öltözékben a bőrön, tüdőben, légutakon a párolgás a duplájára is nőhet, amely víz elvesztését muszáj pótolni.

## A szervezet vízmérleg egyensúlyát fenntartó központi mechanizmusok

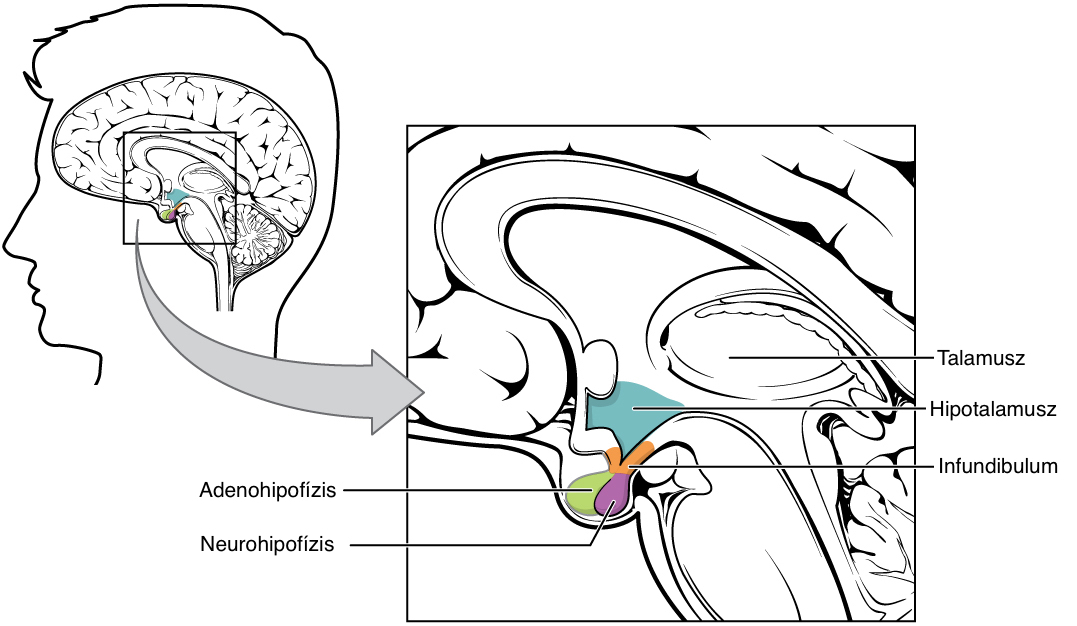
A hipotalamusz és a neurohipofízis elhelyezkedése az emberi agyban

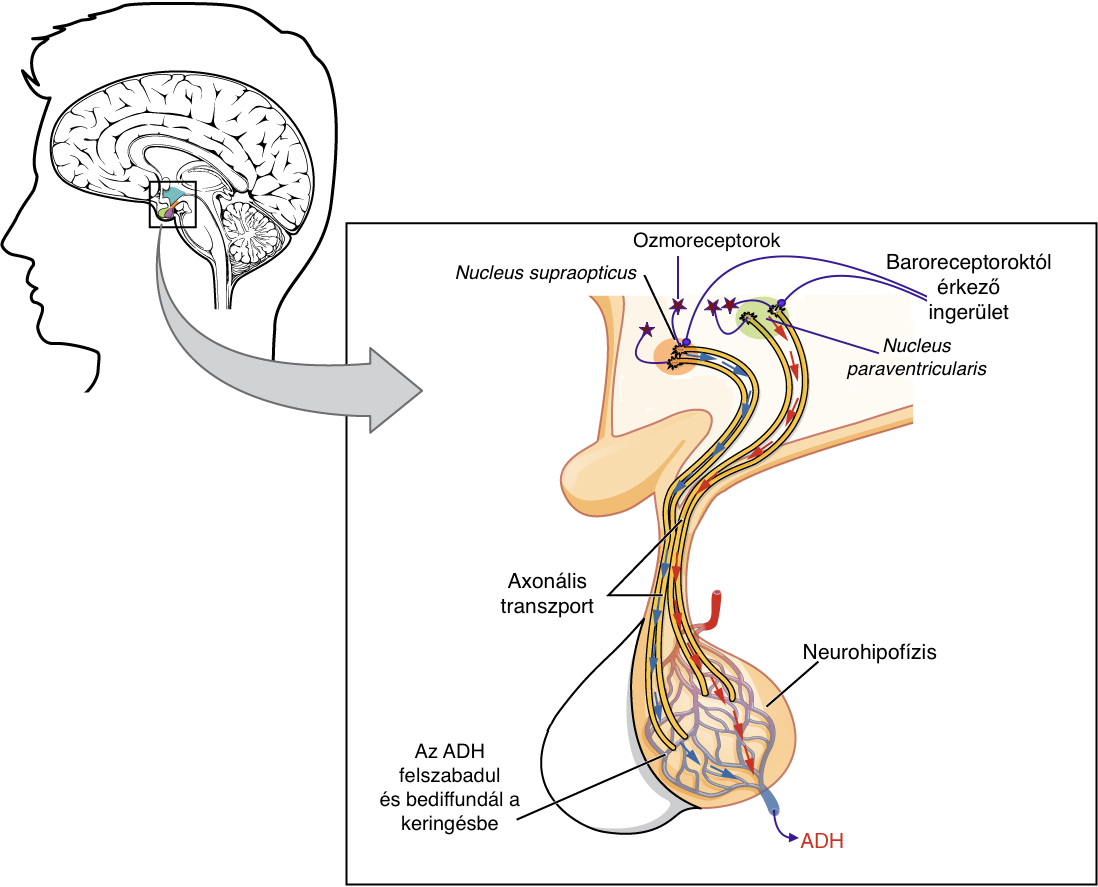
Az ADH szintézisének, axonális transzportjának és kiválasztásának vázlatos rajza a hipotalamuszban és a neurohipofízisben (Boron nyomán)

A szervezet a folyadéktérének változásait (vízhiány vagy víztöbblet) két módon, két különböző típusú receptorral tudja érzékelni:
- az extracelluláris folyadék ozmotikus állapotának követésére szolgáló ozmoreceptorokkal

- a folyadéktér térfogatváltozása okozta nyomás érzékelésére szolgáló baroreceptorokkal

Mindkét helyről befutó információ végül a hipotalamuszban elhelyezkedő központokba jut.

### Ozmoreceptorok
A vízmérleg egyensúlyának biztosítása alapvető feltétele az életnek, amely ha hosszabb időre felborul, akár halálhoz is vezethet. Ezért a szervezet mindent megtesz annak érdekében, hogy a vízfelvételt és vízleadást egyensúlyban tartsa. 
A vízfelvétel egyetlen, akarattól függő, szabályozható eleme az ivás, amelynek igényét a szervezet kellemetlen, vízkeresésre ösztönző szomjúságérzettel jelez. Ezzel szemben a vízleadás tényezői közül (vizelet, párologtatás, széklet) csak a vesén keresztüli víz eltávolítás szabályzott a szervezet által autonóm módon (akarattól függetlenül). Ez azt jelenti, hogy a szervezet csak ezen az egy ponton tud beavatkozni, fokozni vagy gátolni a víz eltávolítását. Meg kell jegyezni, hogy az akaratlagosan irányított vizeletürítés nem része a vízforgalom szabályozásnak, mert a húgyhólyagban összegyűlt és tárolt vízmennyiség már kikerült a szervezet vízteréből. A bőrön át történő párologtatás vagy izzadás a szervezet hőregulációját szolgálja, mint vízfogyasztó. De mivel a külső környezettől függ (hőmérséklet, páratartalom, szélmozgás, öltözék) és a környezet határozza meg annak mértékét, ezért ez sem nevezhető a szervezet vízmérlegegyensúlyt szabályzó mechanizmusának.
Mint minden szabályzó mechanizmusnak, így a folyadékegyensúlyt biztosító rendszernek is három eleme van. A szervezet mindenkori állapotát érzékelő rendszer, a válaszadó rendszer és a kettőt összekötő szabályzó központ. A vízfelvételért és vízleadásért felelős szabályzó központok egymáshoz nagyon közel, de anatómiailag elkülönülve, az agy fejlődéstanilag ősi területén, a hipotalamuszban helyezkednek el. Ezeknek a központoknak az idegi nyúlványai képesek érzékelni a szervezet vízkészletére utaló jelek változásait. Az egyik ilyen jel a vérplazma ozmotikus változása. Vízvesztés esetén a plazmában visszamaradó oldott anyagok koncentrációja értelemszerűen emelkedik, ami az ozmotikus nyomás növekedésében nyilvánul meg. Ezt az ozmotikus változást a hipotalamusz elülső oldalán elhelyezkedő ozmoreceptorok képesek érzékelni.
A receptorhoz tartozó neuronok a hipotalamusz elülső oldalán helyezkednek el és ott a velük érintkező extracelluláris környezet növekvő sókoncentrációja miatt zsugorodni kezdenek, amellyel idegi ingerületet generálnak. Az ozmoreceptorokat tartalmazó neuronoktól az ingerület a nucleus supraopticusban és paraventriculárisban elhelyezkedő nagysejtes neuronokhoz fut. Ezek a nagyméretű, (magnocelluláris) neuronok szintetizálják az antidiuretikus hormont (ADH-t), ami a relatíve hosszú idegrostokban axonális transzporttal a hipofízis hátsó lebenyébe (a neurohipofízisbe) jut, ahol felszabadul és bediffundál a keringésbe. A keringésbe került ADH a vesében fokozza a vízvisszatartást, és így segíti a szervezetet a megfelelő mennyiségű víz megtartásában.
A hipotalamuszból további ingerületek jutnak a köztiagyba (diencephalon), ahol kellemetlen szomjúságérzet képződik, ami vízkeresésre ösztönöz és vízivásra késztet. A vízivást követően megszűnik az extracelluláris folyadék hiperozmotikus állapota (a vér hígul), melynek hatására az ADH-szekréció csökken vagy megszűnik, és a vesében a normális vízdiurézis helyreáll. A vese fokozott vízkiválasztása ismét növeli az extracelluláris folyadék ozmolalitását, amelyet az ozmoreceptorok érzékelnek és fokozzák az ADH-termelést a hipotalamuszban.

### Nyomásváltozásra érzékeny receptorok
Az előbbiekben említett, általánosnak tekinthető folyadékvesztések mellett létrejöhetnek olyan extrém állapotok, amikor a szervezet más okból nagy mennyiségű folyadékot veszít. Ez lehet betegségből vagy balesetből származó belső vagy külső vérzés eredménye. Ilyen esetekben a szervezet nem csak vizet, de teljes vért (benne oldott anyagokat) is veszít, ezért a keringésben maradt vér ozmotikus viszonyai nem változnak. Ilyen helyzetben az ozmoreceptorok nem érzékelhetik még a jelentős folyadékvesztést sem, ezért más szabályzórendszerhez tartozó receptorok, a baroreceptorok veszik át az ozmoreceptorok szerepét.
A kardiovaszkuláris rendszer több pontján nyomásra, nyújtásra, deformálódásra érzékeny receptorok helyezkednek el az erek falában, amelyek vízhiány vagy víztöbblet esetén képesek érzékelni a vér térfogatváltozásából származó érfali nyomásváltozást. Az ide tartozó receptoroknak két változata ismert: az alacsony nyomású és a magas nyomású receptorok, melyeket gyűjtőnéven volumenreceptoroknak vagy baroreceptoroknak is neveznek.
Alacsony nyomású receptorok találhatók a szívhez érkező mindkét nagy vénában (vena cava superior és inferior), valamint a tüdő vénában (vena pulmonalis) a szívhez közeli területen a pitvari belépés előtt. Hasonló, az érfal feszülésének változását érzékelő receptorok vannak még a szív bal kamrai falában és a tüdőartéria-ágakban.
Az érfal feszülésének változását, vagyis az erek teltségének csökkenését érzékelve a receptorokból kiinduló ingerület a bolygóideg (nervus vagus) kötegében, mint afferens rost fut az agyhoz a nyúltvelőbe. Ott átkapcsolódva egy újabb idegroston fut tovább a hipotalamuszba az ADH-t termelő magnocelluláris neuronokhoz. Kellő mennyiségű víz elfogyasztása után az erekben megnövekedett nyomás következményeként az ADH kiválasztása csökken, és a vesékben fokozódik a víz és a Na+-ok ürítése.
A keringési rendszerben (a nyaki artériában és az aortában) elhelyezkedő magas nyomású baroreceptoroknak kisebb a jelentőségük az ADH kiválasztásában, mert csak közvetett módon képesek gátolni az ADH felszabadulását a neurohipofízisben.

## A szervezet vízmérlegét befolyásoló külső tényezők
A szervezet vízterének egyensúlyban tartásához elengedhetetlen ivóvízszükségletet számos külső tényező is befolyásolhatja. 
A fent említettek szerint az ivóvíz bevitele mellett a szilárd táplálék víztartalmának is jelentősége van az egyensúly fenntartásában. Az elfogyasztott táplálék összetétele, annak víztartalma azonban széles határok között változhat. Nagyobb mennyiségű száraz táplálék elfogyasztásával (pl. keksz, sütemények) értelemszerűen kevesebb víz jut a szervezetbe, mint lédús gyümölcsök vagy levesek fogyasztásával. A táplálék víztartalma okozta vízdeficitet vagy víztöbbletet könnyen lehet korrigálni ivóvíz bevitellel, amelyre normális fiziológiás körülmények között a szomjúságérzés figyelmeztet.
Vízforgalmat befolyásoló tényezők lehetnek az időjárási körülmények: a hőmérséklet, a szélerősség és a páratartalom. A hőmérséklet napszaktól és földrajzi elhelyezkedéstől függően széles határok között mozoghat, amely erősen befolyásolja a bőr párologtatását. A bőr felületén a párolgás mértéke a hőmérséklet emelkedésével arányosan nő, amit a levegő páratartalma tovább módosíthat. Alacsony hőmérsékleten a párolgás is alacsony, amit a levegő magas páratartalma tovább csökkenthet. 
Ezzel ellentétben a testhőmérsékletet meghaladó külső hőmérséklet esetén a magasabb páratartalom csak ront a vízmérlegen, mert a szervezet a verejtékmirigyek segítségével az intenzív hűtés érdekében erősen nedvesíti a bőr felületét, annak párolgáshőjét használva hűtésre. Ha ebben az esetben magas a levegő páratartalma, a verejték párolgása lassul. Erre válaszként a szervezet rendszerint fokozni szokta a verejték mennyiségét, hogy a hűtést fenntartsa. Ebből értelemszerűen következik, hogy a vízháztartás egyensúlya érdekében lényegesen több ivóvíz (ez lehet több liter is) bevitelére van szükség. Ilyen esetekben már a sóháztartás egyensúlya is zavart szenvedhet, és sóbevitelre is szükség lehet.
Az öltözék szintén képes befolyásolni a bőrfelület vízleadását. A ruházat lazasága, rétegessége vagy erős zártsága is befolyásolhatja a párologtatás intenzitását, amit legfeljebb a szomjúságérzésen keresztül veszünk észre.
Folyadék- és táplálékfelvétel során a szervezetbe kerülhetnek olyan természetes vagy szintetikus anyagok is, amelyek diuretikus hatással rendelkeznek és megzavarhatják a szervezet vízmérlegegyensúlyát. A napi táplálékkal szervezetbe kerülő diuretikus hatású anyagoknak a száma nagy, amelyek hatására gyakran nem is figyelünk fel, csak a vízvesztés okozta kiszáradást, illetve a szokatlan szomjúságérzés megjelenését vesszük észre.
Az egyik ilyen, gyakran fogyasztott, diuretikus hatással rendelkező élvezeti szer a kávé, amelynek koffeintartalma nem csak élénkítő, de vizelethajtó hatással is rendelkezik. 
Ismert tény, hogy alkoholtartalmú italok is megzavarják a szervezet vízháztartását. Az alkohol jelentős mértékben csökkenti az ADH-szekréciót a neurohipofízisben, aminek egyenes következménye a diurézis. Itt meg kell jegyezni, hogy krónikus alkoholistáknál ez a diuretikus hatás kevésbé vagy egyáltalán nem jelentkezik, mert a szervezet alkalmazkodva a krónikus körülményekhez, egy idő után fokozza az ADH szintézisét.
Említést érdemel még az életkor, mint a folyadékháztartást befolyásoló tényező. Tudományosan bizonyított az a tény, hogy idős korban a szomjúságérzet gyengül és még a szervezet erős vízvesztése mellett sem alakul ki kínzó, az egyensúly helyreállítására kényszerítő szomjúságérzet. Ez gyakran a vízmérlegegyensúly részleges felborulásához vezethet.